# Diocèse de Parral
Le diocèse de Parral (en latin : Dioecesis Parralensis ; en espagnol : Diócesis de Parral) est un diocèse de l'Église catholique du Mexique, suffragant de l'archidiocèse de Chihuahua.

## Territoire

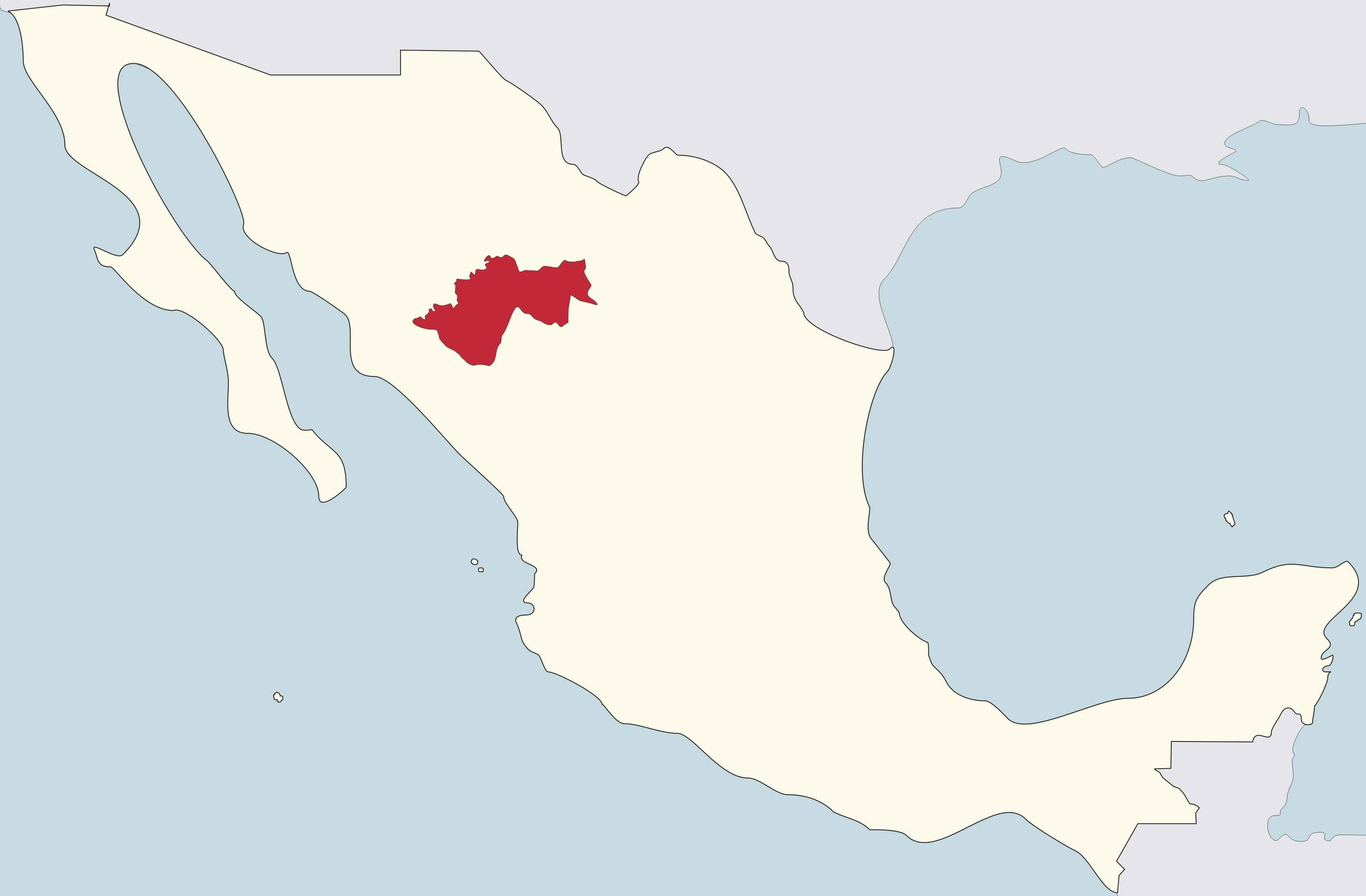
Le diocèse de Parral en rouge sur la carte du Mexique

Il comprend 14 municipalités de l'État de Chihuahua ce qui correspond à un territoire d'une superficie de 43 674 km2 divisé en 21 paroisses.
Le siège épiscopal est dans la ville de Parral où se trouve la cathédrale Notre-Dame-de-Guadalupe.

## Historique
Le diocèse est érigé le 11 mai 1992 par la constitution apostolique Qui de Ecclesiis du pape Jean-Paul II en prenant une partie du territoire de l'archidiocèse de Chihuahua et du vicariat apostolique de Tarahumara (aujourd'hui diocèse de Tarahumara). Il est nommé suffragant de l'archidiocèse de Chihuahua.

## Évêques
- José Andrés Corral Arredondo (11 juillet 1992 - 24 décembre 2011)
- Eduardo Carmona Ortega, C.O.R.C (27 juin 2012 - 6 novembre 2019), nommé coadjuteur de Córdoba
- Mauricio Urrea Carrillo, depuis le 21 novembre 2020